# فدراسیون بسکتبال مقدونیه شمالی
فدراسیون بسکتبال مقدونیه شمالی (انگلیسی: Basketball Federation of North Macedonia) نهاد اداره کننده ورزش بسکتبال در کشور مقدونیه شمالی است. این فدراسیون که در سال ۱۹۴۸ تأسیس شده مقر آن در شهر اسکوپیه قرار دارد.